# تشاك جيمس
تشاك جيمس (بالإنجليزية: Chuck James)‏ هو لاعب كرة قاعدة أمريكي، ولد في 9 نوفمبر 1981 في أتلانتا في الولايات المتحدة.

## وصلات خارجية
- تشاك جيمس على موقع دوري كرة القاعدة الرئيسي (الإنجليزية)
- تشاك جيمس على موقعبيزبول رفرنس.كوم (الدوري الرئيسي) (الإنجليزية)
- تشاك جيمس على موقعبيزبول رفرنس.كوم (الدوري الثانوي) (الإنجليزية)
- تشاك جيمس على موقع إي إس بي إن.كوم (أم.أل.بي) (الإنجليزية)
- تشاك جيمس على موقع مشجعي الرسوم البيانية (الإنجليزية)